# Lissonota taeniata
Lissonota taeniata är en stekelart som beskrevs av Henry Keith Townes, Jr. 1978. Lissonota taeniata ingår i släktet Lissonota och familjen brokparasitsteklar. Inga underarter finns listade i Catalogue of Life.